# Bombolo
Franco Lechner (Rome, 22 mei 1931 – aldaar, 21 augustus 1987), beter bekend als Bombolo, was een Italiaans acteur en komiek.

## Biografie
Lechner werd geboren in Rome in een bescheiden familie. Hij werkte jarenlang als straatverkoper totdat hij ontdekt werd door Franco Castellacci en Pierfrancesco Pingitore, die hem inschreven voor hun cabaretgezelschap "Il Bagaglino".
Hij werd populair als de sidekick van Tomás Milián in een succesvolle reeks komische poliziottescofilms geregisseerd door Bruno Corbucci. Hij speelde ook regelmatig samen met Enzo Cannavale in een aantal komische films.
Lechner overleed in 1987 op 56-jarige leeftijd aan complicaties na een operatie.

## Filmografie (selectie)
- Remo e Romolo - Storia di due figli di una lupa (1976) - Pappo
- La prima notte di nozze (1976) - Receptionist
- Squadra antifurto (1976) - Er Trippa
- Nerone (1977) - Roscio
- Il marito in collegio (1977) - Killer
- Messalina, Messalina! (1977) - Zenturio Bisone
- Squadra antitruffa (1977) - Franco 'Venticello' Bertarelli
- Squadra antimafia (1978) - Venticello
- Scherzi da prete (1978) - Bombolo
- Assassinio sul Tevere (1979) - Franco 'Venticello' Bertarelli
- Tutti a squola (1979) - Bombolo il bidello
- L'imbranato (1979) - Bombolo, il genero
- Ciao marziano (1980) - Pietro
- La settimana bianca (1980) - Giulio Cesare
- Delitto a Porta Romana (1980) - Franco 'Venticello' Bertarelli
- Il casinista (1980) - Poldo
- L'amante tutta da scoprire (1981) - Bombolo
- La settimana al mare (1981) - Orazio Canestrari
- Uno contro l'altro, praticamente amici (1981) - Capoccione
- I carabbinieri (1981) - Mozzarella
- Una vacanza del cactus (1981) - Augusto Squarciarelli
- Delitto al ristorante cinese (1981) - Bombolo
- Miracoloni (1981) - Taxista
- Il marito in vacanza (1981) - Agenore
- W la foca (1982) - Dr. Filippo Patacchiola
- Attenti a quei P2 (1982) - Bombolo il portiere
- Il sommergibile più pazzo del mondo (1982) - Il Postino
- Delitto sull'autostrada (1982) - Venticello
- Sturmtruppen 2 - Tutti al fronte (1982) - Soldato Lo Cascio
- La sai l'ultima sui matti? (1982) - Caciotta
- È forte un casino! (1982) - Cicciobello
- Un jeans e una maglietta (1983) - Bombolo
- Sfrattato cerca casa equo canone (1983) - Maciste
- La discoteca (1983) - Bombolo
- Delitto in Formula Uno (1984) - Venticello
- Delitto al Blue Gay (1984) - Franco 'Venticello' Bertarelli
- Vacanze d'estate (1985) - Cardinale
- Giuro che ti amo (1986) - Bombolo (laatste filmrol)